# Walddorfhäslach
Walddorfhäslach é um município da Alemanha, no distrito de Reutlingen, na região administrativa de Tubinga, estado de Baden-Württemberg.